# キャプテン・ラング
『キャプテン・ラング』 (Captain LANG) は、データイーストから発売されたメガドライブ用横スクロールアクションゲーム。北米では『High Seas Havoc』、欧州では『Capt'n Havoc』のタイトルで発売された。
主人公のラングを操作し、エメラルダという宝石を巡り悪の海賊ベルナルドによって攫われたブリジットとランドを救出する事を目的としている。データイーストらしくない毛色を放つスピード感あふれるアクションゲームである。
開発はデータイーストが行い、ゲーム・デザインはアーケードゲーム『クルードバスター』（1990年）を手掛けた大谷明、キャラクター・デザインはメガドライブ用ソフト『空牙』（1991年）を手掛けたさとうむつのり、音楽はスーパーファミコン用ソフト『ヘラクレスの栄光IV 神々からの贈り物』（1994年）を手掛けた清水絵美とメガドライブ用ソフト『チェルノブ』（1992年）を手掛けた岩崎正明が担当している。
2018年にはWindows用ソフトとしてプロジェクトEGGにて配信された。また、2018年の報告では中古ソフトが2万円のプレミア価格で取引されているという。

## ゲーム内容

### システム
キャプテン・ラングは1990年代のゲームソフトであり、主人公をはじめ、多くの擬人化されたキャラクターが登場する。 
主人公のキャプテン・ラングは武器を持たず、ジャンプで敵を踏みつけるか、ジャンプ中に回転して敵にダメージを与えるという、2種類の方法で敵を攻撃することができる。
岩に潰された時は薄っぺらくなり、大砲の弾を食らったら黒焦げになったりと、ラングがダメージを受けた際の演出が多彩でコミカル。

## 設定

### ストーリー
物語の登場人物は海賊ラング（日本国外版ではHavoc）、ラングの若き相棒のランド（海外版ではTide）、ブリジットという名の少女、悪の海賊ベルナルド。
ベルナルドはあらゆる軍隊を超える力を持つエメラルダという宝石を求め、その在り処が描かれた一枚の地図を探している。一方、ラングとランドは海岸で気を失っているブリジットを発見した。ブリジットが家の中で目を覚ますと、彼女はラングに、彼女とエメラルダの地図を守るようにお願いした。ラングはそれを聞き、地図を崖に隠した。しかし、ブリジットがバーナードの手下に見つかり、ブリジットとランドはさらわれてしまった。二人を取り戻すため、ラングの冒険が始まる。

### ステージ構成
1. Cape Sealph - Pirate Ship
2. Otarucean
3. Burning Hamlet
4. Mt. Chester
5. Frozen Palace
6. Mt. Bernardo
7. The Final

最初と最後のレベルを除き、それぞれのレベルは2つのアクトに分かれている。
ヨーロッパ版では最初のCape Sealphが削除されてしまっている。

## 移植版
| No. | タイトル          | 発売日        | 対応機種 | 開発元       | 発売元             | メディア                         | 型式 | 備考 |
| --- | ----------------- | ------------- | -------- | ------------ | ------------------ | -------------------------------- | ---- | ---- |
| 1   | キャプテン ラング | 2018年5月15日 | Windows  | ジー・モード | D4エンタープライズ | ダウンロード （プロジェクトEGG） | -    |      |

## スタッフ
- ゲーム・デザイン：大谷明
- ロジック・デザイン：松田やすひろ、藤丸博康
- キャラクター・デザイン：さとうむつのり
- ビジュアル・デザイン：児玉陽一(こだまよういち)、しんやめぐみ
- 音楽：清水絵美、是政（岩崎正明）
- 効果音：是政（岩崎正明）

## 反響

### 評価
- ゲーム誌『ファミコン通信』の「クロスレビュー」では6・4・6・5の合計21点（満40点）になっている[8]。

- ゲーム誌『メガドライブFAN』の読者投票による「ゲーム通信簿」での評価は以下の通りで19.7点（満30点）となっている[10]。

| 項目 | キャラクタ | 音楽 | お買得度 | 操作性 | 熱中度 | オリジナリティ | 総合 |
| 得点 | 3.8        | 2.6  | 3.1      | 3.5    | 3.5    | 3.2            | 19.7 |

- ゲーム本『メガドライブ大全』（2004年、太田出版）では、セガから発売された『ソニック・ザ・ヘッジホッグ』（1991年）の影響を受けていると指摘した上で、演出面に関しては凝っている面もあるとしたものの、データイースト特有の「奇怪なセンス」が感じられないと指摘した他、「ちょっと難易度が高めな普通のアクションとしてしか楽しめない」と否定的に評価した[11]。

### ソニックとの類似
キャプテン・ラングにはキャラクターの外見、ゲームプレイ、ステージの見た目や雰囲気など、セガのアクションゲーム『ソニックシリーズ』との類似点が存在する。実際、1面は『ソニック・ザ・ヘッジホッグ』に近い。それでも、2面以降はオリジナル要素が色濃くなっていくので、全体的には『ソニック』の亜流という色合いはそれほど濃くない。

## 参照
1. 1 2 3 4  High Seas Havoc at GameFAQs
2. ↑  Designer information at Ambelo
3. ↑  Composer information at Project 2612
4. 1 2 3 4 5 6  株式会社QBQ編　『懐かしのメガドライブ  蘇れメガドライバー !!』マイウェイ出版発行、2018年。ISBN 9784865118704 p34
5. 1 2 3 4 5 6  High Seas Havoc at MobyGames
6. ↑  “『キャプテン ラング（メガドライブ版）』プロジェクトEGGにて配信開始”.  D4エンタープライズ (2018年5月15日). 2018年5月15日閲覧。
7. ↑  “アクションゲーム「キャプテン ラング（メガドライブ版）」がプロジェクトEGGで配信開始” (日本語). 4Gamer.net.  Aetas (2018年5月15日). 2020年3月28日閲覧。
8. 1 2  “キャプテン・ラング まとめ ［メガドライブ］” (日本語). ファミ通.com.  KADOKAWA CORPORATION. 2016年3月28日閲覧。
9. 1 2  “High Seas Havoc for Genesis (1993)” (英語). Moby Games.   Blue Flame Labs. 2020年3月28日閲覧。
10. 1 2  「超絶 大技林 '98年春版」『Play Station Magazine』増刊4月15日号、徳間書店／インターメディア・カンパニー、1998年4月15日、834頁、ASIN B00J16900U。
11. 1 2  「Chapter 07 1994年」『メガドライブ大全（企画・編集：CONTINUE）』太田出版、2004年9月29日、226頁。ISBN 9784872338805。